# ヘフレ・バルガス
ヘフレ・ホセ・バルガス・ベリサリオ（Jefre José Vargas Belisario  ,  1995年1月12日 - ）は、ベネズエラ・首都カラカス出身のプロサッカー選手。デルフィンSCに所属している。ポジションはDF。

## 来歴
2012-13シーズンに、地元のカラカスFCでプロデビュー。同シーズンに国内カップ戦コパ・ベネズエラで優勝を経験するなど、2016年シーズンまで同チームの主力として活躍。
2017年1月、ポルトガル・プリメイラ・リーガのFCアロウカにローン移籍で加入。2016-17シーズンはアロウカはトップリーグ17位に終わり、2部リーグのリーガプロに降格となったが、アロウカはバルガスのローン契約を延長した。

## 代表歴
2015年にベネズエラ代表デビューを果たした。